# K-tel International
K-tel International ist ein kanadisches Unternehmen, das vor allen Dingen durch seine zusammengesetzten Musikalben („Sampler“) bekannt geworden ist. K-tel wurde 1968 gegründet und hat seinen Firmensitz in Winnipeg.

## Geschichte
Der K-Tel-Gründer Philip Kives begann in den frühen 1960er Jahren mit dem Verkauf und Vertrieb diverser Küchenartikel. Das 1968 ins Leben gerufene Plattenlabel K-tel wurde in den 1970er Jahren durch diverse Sampler-Alben, welche auch in TV-Spots beworben wurden, zu einem der bekanntesten Anbieter von Hit-Kompilationen. Weiter veröffentlichte K-tel in den 1980er und 1990er Jahren CDs mit Kompilationen und Livemitschnitten von diversen Rock- und Popbands. Schon Mitte der 1970er Jahre wurde ein weltweiter Umsatz von umgerechnet über 300 Millionen Mark erreicht und in Deutschland, wo das Unternehmen  in Frankfurt durch eine Niederlassung mit etwa 90 Mitarbeitern vertreten war, wurden in Spitzenzeiten zu Beginn der 1980er Jahre bereits 100 Millionen DM Umsatz erzielt. Das von K-tel bearbeitete Marktsegment hatte sich jedoch schon 1986 soweit verändert, dass die Deutschlandvertretung zahlungsunfähig geworden war. 2013 erwirtschaftete K-Tel mit 10 Mitarbeitern nur noch 4 Millionen Dollar Umsatz.